# Rina Mor
Rina Mor (רינה מור), originariamente conosciuta come Rina Messinger (Kiryat Tivon, 16 febbraio 1956) è un'ex modella e avvocato israeliana, eletta Miss Universo 1976.

## Biografia
Nata e cresciuta a Kiryat Tivon, suo padre era un meccanico e un pilota della Heyl Ha'Avir e sua madre era una maestra d'asilo, Incoronata Miss Universo l'11 luglio 1976, dopo essere stata in precedenza eletta Miss Israele, la neoeletta Rina Mor dichiarò "Penso che il mio essere stata eletta Miss Universo mostrerà alla gente che Israele ha un'altra faccia, non soltanto quella della guerra". Fu la prima, e ad oggi l'unica, donna israeliana ad aver ottenuto il titolo.
Dopo il suo anno di regno, e dopo aver vissuto per 4 anni negli Stati Uniti, Rina Messinger è ritornata in patria, dove nel 1991 ha studiato giurisprudenza. Attualmente l'ex Miss Universo è sposata ed ha due figlie, e lavora come avvocato. Nel 1981 ha scritto un libro sulla sua esperienza come Miss Universo, nel quale racconta anche gli aspetti meno divertenti dell'essere considerata la ragazza più bella del mondo.